# IC 1149
IC 1149 је спирална галаксија у сазвјежђу Змија која се налази на листи објеката дубоког неба у Индекс каталогу.
Деклинација објекта је + 12° 4' 11" а ректасцензија 15h 58m 7,9s. Привидна величина (магнитуда) објекта IC 1149 износи 12,9 а фотографска магнитуда 13,7. IC 1149 је још познат и под ознакама UGC 10108, MCG 2-41-1, CGCG 79-15, IRAS 15557+1212, PGC 56511.